# Tatsuya Enomoto
Tatsuya Enomoto (Tokio, 16 maart 1979) is een Japans voetballer.

## Carrière
Tatsuya Enomoto speelde tussen 1997 en 2010 voor Yokohama F. Marinos en Vissel Kobe. Hij tekende in 2011 bij Tokushima Vortis.